# Atomgesetz (Deutschland)
Das deutsche Atomgesetz ist die gesetzliche Grundlage für die Nutzung der Kernenergie und zum Schutz vor der schädlichen Wirkung von ionisierenden Strahlen in Deutschland. Es trat in seiner ursprünglichen Fassung im Jahr 1960 in Kraft; in Berlin traten die Paragraphen 40 bis 52 erst am 20. Oktober 1961 in Kraft. Die Gesetzesmaterie lässt sich im weitesten Sinne dem besonderen Verwaltungsrecht oder genauer dem Umweltrecht zuordnen. Das Atomgesetz ist zudem Grundlage verschiedener Rechtsverordnungen. Das sind Durchführungsverordnungen zum Atomgesetz (Atomrechtliche Abfallverbringungsverordnung, Atomrechtliche Deckungsvorsorge-Verordnung, Kostenverordnung zum Atomgesetz, Atomrechtliche Sicherheitsbeauftragten- und Meldeverordnung, Atomrechtliche Verfahrensverordnung, Atomrechtliche Zuverlässigkeitsüberprüfungs-Verordnung, Endlagervorausleistungsverordnung) – und war bis zum 31. Dezember 2018 auch Grundlage der Strahlenschutzverordnung und der Röntgenverordnung.
Insbesondere liefert es seit seiner Gesetzeszwecksänderung durch das Atomausstiegsgesetz von 2002 den Rahmen zur geordneten Beendigung des Betriebs ortfester kerntechnischer Anlagen zur gewerblichen Erzeugung von Elektrizität (siehe Atomausstieg).

## Aufbau des Gesetzes und wichtige Bestimmungen
Das Atomgesetz gliedert sich in sechs Abschnitte. Während im ersten Abschnitt, den Allgemeinen Vorschriften (§§ 1 und 2), auf den Zweck des Gesetzes und Begriffsbestimmungen eingegangen wird, folgen in den nachfolgenden Abschnitten u. a. Paragraphen zu
- Überwachungsvorschriften (§§ 3 bis 21b),
- Behördenzuständigkeiten (§§ 22 bis 24b),
- Haftungsfragen (§§ 25 bis 40)
- Bußgeldern (§§ 41 bis 52). Die Schlussvorschriften regeln mit den §§ 53 bis 59 u. a. den Erlass von Rechtsverordnungen (Strahlenschutzverordnung) und Übergangsvorschriften.

Die Genehmigung von Kernkraftwerken und anderen kerntechnischen Anlagen zur Spaltung, Erzeugung sowie Be- und Verarbeitung von Kernbrennstoffen wird in § 7 geregelt. Die Genehmigungspflicht gilt auch für die Stilllegung, den sicheren Einschluss und den Abbau dieser Anlagen. Außerhalb dieser Anlagen ist der Umgang mit Kernbrennstoffen ebenfalls genehmigungspflichtig (§ 9).
Vor Erteilung einer Genehmigung prüft die zuständige Behörde, ob die atomrechtlichen Genehmigungsvoraussetzungen vorliegen. Zum Prüfungsumfang gehören zum Beispiel bei Kernkraftwerken und andere kerntechnischen Anlagen (Genehmigungen nach § 7 AtG) die Zuverlässigkeit des Genehmigungsinhabers, spezielle Kenntnisse und Fachkunde des Personals, die Vorsorge gegen Schäden, der Schutz gegen Störmaßnahmen Dritter sowie die Vorsorge für die Erfüllung gesetzlicher Schadenersatzverpflichtungen. Ähnliches gilt auch für andere Genehmigungen nach AtG. Hierbei handelt es sich sowohl um persönliche als auch sachliche Genehmigungserfordernisse, ohne deren Erfüllung eine Genehmigung nicht erteilt werden kann.
Für bestimmte atomrechtliche Vorhaben (Errichtung, Betrieb, Stilllegung, Sicherer Einschluss, Abbau) besteht gemäß § 2a eine Pflicht zur Durchführung einer Umweltverträglichkeitsprüfung. Welche Vorhaben betroffen sind, regelt das Gesetz über die Umweltverträglichkeitsprüfung (UVPG). Eine Zuordnung der im UVPG genannten Anlagenbegriffe zu den im Atomgesetz verwendeten Begriffen, die nicht immer eindeutig ist, erfolgt durch die genehmigende Behörde.
Auch der Transport und die Aufbewahrung von Kernbrennstoffen außerhalb der staatlichen Verwahrung muss genehmigt werden (§§ 4 und 6).

## Geschichte
Im Jahr 1994 hatte der damalige Bundespräsident Herzog verfassungsrechtliche Bedenken, eine Änderung des Atomgesetzes auszufertigen. Er verweigerte die Ausfertigung nicht, legte aber seine Bedenken in einem Schreiben an den Bundeskanzler, den Bundestagspräsidenten und den Bundesratspräsidenten dar.

### Novellierung 2002
Die Novellierung des Atomgesetzes von 2002 sicherte die Vereinbarung zwischen der Bundesregierung und den Energieversorgungsunternehmen vom 14. Juni 2000 juristisch ab. In dieser Vereinbarung (auch Atomkonsens genannt) hatten die vier großen in Deutschland aktiven Energieversorgungskonzerne die Entscheidung der Bundesregierung und des Gesetzgebers akzeptiert, die Risiken der Atomenergienutzung neu zu bewerten.
Zu den Kernpunkten der am 27. April 2002 in Kraft getretenen Gesetzesnovelle gehörte das Verbot des Neubaus von kommerziellen Atomkraftwerken und die Befristung der Regellaufzeit der bestehenden Atomkraftwerke auf durchschnittlich 32 Jahre seit Inbetriebnahme. Das Gesetz legte fest, dass in  deutschen Atomkraftwerken ab dem 1. Januar 2000 noch höchstens 2,62 Millionen Gigawattstunden (GWh) Strom erzeugt werden dürften, also 2620 TWh. Diese Menge addierte sich aus den Reststrommengen, die den einzelnen Anlagen je nach Alter zugeteilt wurde. Allerdings konnten die Reststrommengen älterer Anlagen auf jüngere Anlagen übertragen werden. Eine Übertragung von Strommengen von jüngeren Anlagen auf ältere Anlagen wurde nicht ausgeschlossen, allerdings als Ausnahmefall bezeichnet, der der Zustimmung des Bundesumweltministeriums bedurfte. Wegen dieser flexiblen Regelung war das genaue Abschaltdatum für die einzelnen Anlagen nicht festgelegt. Es wurde angenommen, dass das letzte Atomkraftwerk etwa 2021 abgeschaltet werden würde. Nach Angaben des Bundesamtes für Strahlenschutz, das die Abwicklung dieser Strommengen überwachte, waren von den 2,62 Millionen GWh am 31. Dezember 2008 noch 1,34 Millionen Gigawattstunden übrig. Eineinhalb Jahre später verblieben noch 950 Terawattstunden. Gemessen an den zugestandenen Atomstrommengen war der Atomausstieg Ende 2008 zu etwa 53 Prozent, Ende Juni 2010 zu etwa 62 Prozent vollzogen.
Darüber hinaus enthielt das Atomgesetz insbesondere folgende Vorschriften:
- Erstmals wurde die Pflicht zu regelmäßigen Sicherheitsüberprüfungen der Atomkraftwerke gesetzlich festgeschrieben.
- Die Entsorgung bestrahlter Brennelemente wurde auf die direkte Endlagerung beschränkt, das heißt, die Abgabe bestrahlter Brennelemente aus Atomkraftwerken an Wiederaufarbeitungsanlagen (WAA) war ab dem 1. Juli 2005 verboten. Seit diesem Datum waren Transporte deutschen Atommülls in die Wiederaufbereitungsanlagen La Hague (Frankreich) und Sellafield (England) nicht mehr genehmigungsfähig.
- Die Betreiber der Atomkraftwerke wurden verpflichtet, an den Standorten ihrer Anlagen Zwischenlager für abgebrannte Brennelemente zu errichten und zu nutzen.
- Die Höchstgrenze der Deckungsvorsorge für Atomkraftwerke wurde auf 2,5 Milliarden Euro verzehnfacht. Unter „Deckungsvorsorge“ wird die Summe verstanden, für welche die Atomkraftwerksbetreiber für den Fall eines nuklearen Schadens eine Haftpflichtversicherung abschließen müssen. Die Betreiber haften nur unbegrenzt mit ihrem gesamten Vermögen, wenn es sich nicht um schwere Naturkatastrophen, bewaffnete Konflikte o. ä. handelt.

Bis Ende 2005 waren aufgrund dieser Regelungen zwei deutsche Atomkraftwerke stillgelegt worden. Bereits wenige Wochen nach der Unterzeichnung der Atomkonsens-Vereinbarung hatte das Unternehmen E.ON Kernkraft die vorzeitige Stilllegung des Kernkraftwerks Stade angekündigt und dies am 14. November 2003 vollzogen. Am 11. Mai 2005 wurde das Kernkraftwerk Obrigheim außer Betrieb genommen. Die Strommengen für die Reaktoren Biblis A, Biblis B und Neckarwestheim 1 waren bereits soweit erschöpft, dass sie nach dem Atomkonsens 2010 hätten abgeschaltet werden müssen. Die Reststrommenge von Brunsbüttel reichte nach dem Konsens noch bis 2011.
Stand der Reststrommengen Anfang 2021
Die Atomkraftwerke Brokdorf, Grohnde und Gundremmingen C hatten am 31. Januar 2021 verbleibende Elektrizitätsmengen, die jeweils eine voraussichtliche Restlaufzeit von weniger als sechs Monaten ergaben. Daher veröffentlicht das Bundesamt für die Sicherheit der nuklearen Entsorgung (BASE) die Reststrommengen nun als „Monatsmeldung“, wobei auch die Strommengen aufgeführt werden, die von anderen bereits stillgelegten Kraftwerken Stück für Stück übertragen wurden. Alleine Krümmel hat zum 31. Januar 2021 mit 49 TWh noch Strom für mehrere Jahre als Guthaben, wobei im Dezember 2020 bzw. Januar 2021 jeweils 5 TWh an Brokdorf, Grohnde und Isar 2 übertragen worden sind. Die stillgelegten AKW Mülheim-Kärlich, Brunsbüttel und Philippsburg 2 haben weitere 34, 11 und 1,6 TWh als Guthaben. Den noch aktiven AKW, die jeweils ca. 1 TWh pro Monat erzeugen können, waren Anfang 2021 52,3 TWh von 158,7 TWh Reststrommenge zugeteilt. Im Jahr 2021 könnten ca. 72 TWh erzeugt werden, 2022 noch 36, es müssten also noch bis zu 56 TWh aus 106 TWh Guthaben entnommen werden. Gemessen an den zugestandenen Atomstrommengen war der Atomausstieg Anfang 2021 mit 2465 von 2623 TWh zu etwa 94 Prozent vollzogen, und ca. 2 % Reststrommenge von ca. 50 TWh würden 2023 verbleiben. Das entspricht vier AKW-Jahren, oder fünf Monaten Windkrafterzeugung in Deutschland (2020 131,8 TWh).

### Novellierung 2010
Der Koalitionsvertrag der Bundesregierung, der zur 17. Legislaturperiode 2009 geschlossen wurde, sah eine Laufzeitverlängerung bestehender Kernkraftwerke vor, die über die im Atomkonsens vereinbarten Zeiten hinausging. Der Neubau weiterer Kernkraftwerke wurde aber weiterhin abgelehnt. Im Frühjahr 2010 ließ die Regierung eine Laufzeitverlängerung um mehrere Jahrzehnte prüfen.
Der Deutsche Bundestag beschloss am 28. Oktober 2010 mit schwarz-gelber Mehrheit,
- die Betriebszeiten der vor dem Jahr 1980 gebauten sieben Anlagen um 8 Jahre und
- die der zehn übrigen Atomkraftwerke um 14 Jahre zu verlängern.[15]

Gegen diese Entscheidung gab es Proteste von Organisationen und in der Bevölkerung. Neun Bundesländer und drei Bundestagsfraktionen (Grüne, Die Linke und SPD) kündigten eine Verfassungsklage an, da sie die erneute Änderung des Atomgesetzes für ein zustimmungsbedürftiges Gesetz hielten. Der Gesetzentwurf war als Fraktionsentwurf (CDU/CSU und FDP) aus der Mitte des Deutschen Bundestages eingebracht worden. Eine Zustimmungspflicht des Bundesrates hatte der Deutsche Bundestag verneint.
Der Bundespräsident unterzeichnete das Elfte Gesetz zur Änderung des Atomgesetzes – es enthielt auch die Laufzeitverlängerungen – am 8. Dezember 2010. Dessen Änderungen traten am 14. Dezember 2010 in Kraft.

### Novellierung 2011
Die Bundesregierung beschloss wenige Tage nach dem Beginn der Nuklearkatastrophe von Fukushima einen deutlichen Wechsel ihrer Atompolitik bzw. Energiepolitik. Zunächst verkündete sie ein dreimonatiges Atom-Moratorium für die sieben ältesten deutschen Atomkraftwerke sowie für das Kernkraftwerk Krümmel. Am 30. Juni stimmte der Bundestag mit großer Mehrheit für den Atomausstieg und beschloss ein weiteres Gesetz zur Änderung des Atomgesetzes vom 31. Juli 2011. Am 8. Juli billigte der Bundesrat das geänderte Atomgesetz und sechs Begleitgesetze. Bundespräsident Wulff unterzeichnete es am 1. August 2011, in Kraft getreten ist das geänderte Gesetz am 6. August 2011.

### Laufzeitverlängerung vom 4. Dezember 2022
Die Kernkraftwerke Isar 2, Emsland und Neckarwestheim 2, die gemäß der Novelle 2011 des Atomgesetzes am 31. Dezember 2022 als letzte deutsche Kernkraftwerke hätten abgeschaltet werden müssen, waren zur Vorbeugung einer Strommangellage aufgrund der Einstellung der russischen Gaslieferungen infolge des russischen Angriffskrieges gegen die Ukraine bis 15. April 2023 zum Leistungsbetrieb („Streckbetrieb“) berechtigt (§ 7 Abs. 1e des Atomgesetzes). Die Entscheidungen bezüglich dieser Verlängerungen waren Gegenstand im 2. Untersuchungsausschuss der 20. Wahlperiode des Deutschen Bundestages.